# Temporada 1971-72 de los Milwaukee Bucks
La temporada 1971-72 fue la cuarta de los Milwaukee Bucks en la NBA. La temporada regular acabó con 63 victorias y 19 derrotas, ocupando el segundo puesto de la Conferencia Oeste, clasificándose para los playoffs, en los que cayeron en las Finales de Conferencia ante Los Angeles Lakers.

## Elecciones en elDraft
| Ronda | Puesto | Jugador      | Posición | Nacionalidad   | Universidad |
| ----- | ------ | ------------ | -------- | -------------- | ----------- |
| 1     | 17     | Collis Jones | Alero    | Estados Unidos | Notre Dame  |
| 5     | 85     | Barry Nelson | Pívot    | Estados Unidos | Duquesne    |

## Temporada regular
| División Medio Oeste | División Medio Oeste | División Medio Oeste | División Medio Oeste | División Medio Oeste | División Medio Oeste | División Medio Oeste | División Medio Oeste | División Medio Oeste |
| Equipo               | G                    | P                    | %                    | PD                   | Casa                 | Fuera                | Neutral              | Div                  |
| -------------------- | -------------------- | -------------------- | -------------------- | -------------------- | -------------------- | -------------------- | -------------------- | -------------------- |
| y-Milwaukee Bucks    | 63                   | 19                   | .768                 | –                    | 31–5                 | 27–12                | 5–2                  | 13–5                 |
| x-Chicago Bulls      | 57                   | 25                   | .695                 | 6                    | 29–12                | 26–12                | 2–1                  | 12–6                 |
| Phoenix Suns         | 49                   | 33                   | .598                 | 14                   | 30–11                | 19–20                | 0–2                  | 7–11                 |
| Detroit Pistons      | 26                   | 56                   | .317                 | 37                   | 16–25                | 9–30                 | 1–1                  | 4–14                 |

## Playoffs

### Semifinales de Conferencia
Milwaukee Bucks vs. Golden State Warriors 
| Fecha       | Partido                                        | Ciudad    |
| ----------- | ---------------------------------------------- | --------- |
| 28 de marzo | Milwaukee Bucks 106, Golden State Warriors 117 | Milwaukee |
| 30 de marzo | Milwaukee Bucks 118, Golden State Warriors 93  | Milwaukee |
| 1 de abril  | 'Golden State Warriors 94, Milwaukee Bucks 122 | Oakland   |
| 4 de abril  | Golden State Warriors 99, Milwaukee Bucks 106  | Oakland   |
| 6 de abril  | Milwaukee Bucks 108, Golden State Warriors 100 | Milwaukee |
|             | Milwaukee Bucks gana las series 4-1            |           |

### Finales de Conferencia
Milwaukee Bucks vs. Los Angeles Lakers
| Fecha       | Partido                                     | Ciudad      |
| ----------- | ------------------------------------------- | ----------- |
| 9 de abril  | Los Angeles Lakers 72, Milwaukee Bucks 93   | Los Ángeles |
| 12 de abril | Los Angeles Lakers 135, Milwaukee Bucks 134 | Los Ángeles |
| 14 de abril | Milwaukee Bucks 105, Los Angeles Lakers 108 | Milwaukee   |
| 16 de abril | Milwaukee Bucks 114, Los Angeles Lakers 88  | Milwaukee   |
| 18 de abril | Los Angeles Lakers 115, Milwaukee Bucks 90  | Los Ángeles |
| 22 de abril | Milwaukee Bucks 100, Los Angeles Lakers 104 | Milwaukee   |
|             | Los Angeles Lakers gana las series 4-2      |             |

## Estadísticas
| Rk | Jugador             | Edad | P  | PT | MP   | TC   | TCI  | %TC  | TL  | TLI | %TL  | RB   | AS  | FP  | PTS  |
| -- | ------------------- | ---- | -- | -- | ---- | ---- | ---- | ---- | --- | --- | ---- | ---- | --- | --- | ---- |
| 1  | Kareem Abdul-Jabbar | 24   | 81 |    | 44.2 | 14.3 | 24.9 | .574 | 6.2 | 9.0 | .689 | 16.6 | 4.6 | 2.9 | 34.8 |
| 2  | Oscar Robertson     | 33   | 64 |    | 37.3 | 6.5  | 13.9 | .472 | 4.3 | 5.2 | .836 | 5.0  | 7.7 | 1.8 | 17.4 |
| 3  | Bob Dandridge       | 24   | 80 |    | 37.0 | 7.9  | 15.8 | .498 | 2.7 | 3.6 | .739 | 7.7  | 3.1 | 3.7 | 18.4 |
| 4  | Curtis Perry        | 23   | 50 |    | 29.4 | 2.9  | 7.4  | .385 | 1.3 | 1.9 | .674 | 9.4  | 1.6 | 4.3 | 7.0  |
| 5  | Lucius Allen        | 24   | 80 |    | 29.0 | 5.5  | 10.9 | .505 | 2.5 | 3.2 | .764 | 3.2  | 4.2 | 2.7 | 13.5 |
| 6  | Jon McGlocklin      | 28   | 80 |    | 27.7 | 4.7  | 9.2  | .510 | 1.4 | 1.6 | .865 | 2.3  | 2.9 | 1.8 | 10.7 |
| 7  | Greg Smith          | 25   | 28 |    | 26.3 | 3.5  | 7.1  | .490 | 1.5 | 2.1 | .707 | 5.8  | 2.3 | 3.3 | 8.4  |
| 8  | Wali Jones          | 29   | 48 |    | 21.5 | 3.0  | 7.4  | .407 | 1.5 | 1.9 | .822 | 1.6  | 2.9 | 2.3 | 7.5  |
| 9  | John Block          | 27   | 79 |    | 19.3 | 2.9  | 6.7  | .440 | 2.6 | 3.5 | .749 | 5.2  | 1.2 | 2.7 | 8.5  |
| 10 | Toby Kimball        | 29   | 74 |    | 13.1 | 1.4  | 3.1  | .467 | 0.6 | 1.1 | .543 | 4.2  | 0.8 | 1.9 | 3.5  |
| 11 | McCoy McLemore      | 29   | 10 |    | 9.9  | 0.9  | 2.8  | .321 | 1.1 | 1.2 | .917 | 3.4  | 1.2 | 1.8 | 2.9  |
| 12 | Charlie Lowery      | 22   | 20 |    | 6.7  | 0.9  | 1.9  | .447 | 0.6 | 0.9 | .611 | 1.0  | 0.7 | 0.8 | 2.3  |
| 13 | Bill Dinwiddie      | 28   | 23 |    | 6.3  | 0.7  | 2.5  | .281 | 0.2 | 0.4 | .556 | 1.4  | 0.4 | 1.0 | 1.6  |
| 14 | Jeff Webb           | 23   | 19 |    | 5.7  | 0.5  | 1.8  | .257 | 0.6 | 0.7 | .846 | 0.9  | 0.4 | 0.4 | 1.5  |
| 15 | Barry Nelson        | 22   | 28 |    | 3.6  | 0.5  | 1.3  | .417 | 0.2 | 0.4 | .500 | 0.7  | 0.3 | 0.8 | 1.3  |

## Galardones y récords
| Jugador             | Galardón                                        |
| Kareem Abdul-Jabbar | MVP de la NBA Mejor quinteto de la NBA All-Star |
| Oscar Robertson     | All-Star                                        |